# Dionysius Franz Heger
Dionysius Franz Heger (* 17. Mai 1887 in Chiesch, Böhmen; † 15. August 1945 in Louka u Litvínova, Tschechoslowakei) war ein böhmischer römisch-katholischer Geistlicher, Zisterzienser und Opfer von Internierung und Zwangsarbeit.

## Leben
Heger trat 1908 in das Kloster Osegg ein und nahm den Ordensnamen Dionysius (nach Dionysius von Alexandria) an. Er legte 1912 die Profess ab und wurde 1913 vom Bischof von Leitmeritz zum Priester geweiht. Er war dann Kaplan in Maria Ratschitz, ab 1915 in Janegg und von 1918 bis 1926 an der Klosterkirche in Ossegg. Ab 1927 war er Pfarradministrator (Pfarrer), später Dechant, in Janegg und ab 1932 gleichzeitig Verwalter (auch: Wirtschafter, Ökonom, Kämmerer oder Provisor) des Klosters. Der im nationalsozialistischen Deutschen Reich geführte Kampf gegen die Priester hatte zur Folge, dass ihm der Religionsunterricht verboten wurde. In der Zeit der Vertreibung der Deutschen aus der Tschechoslowakei wurde er am 1. Juli 1945 gemeinsam mit Abt Eberhard Harzer von Soldaten der Svoboda-Armee unter Arrest gestellt, am 9. August nach Dux und am 14. August in das Lager Libkovice (deutsch: Liquitz) bei Maria Ratschitz verbracht. Nach schweren Misshandlungen starb er am 15. August im Braunkohlenbergwerk in Wiese an Herzversagen. Sein Grab befindet sich auf dem Klosterfriedhof von Osek.